# قرن البراشي (يافع)

تعديل مصدري - تعديل

قرن البراشي هي إحدى قرى عزلة لبعوس بمديرية يافع التابعة لمحافظة لحج، بلغ تعداد سكانها 114 نسمة حسب تعداد اليمن لعام 2004.